# Kuripan (Limau)
Kuripan is een bestuurslaag in het regentschap Tanggamus van de provincie Lampung, Indonesië. Kuripan telt 1173 inwoners (volkstelling 2010).